# James P. Mitchell
James Paul Mitchell (12 de noviembre de 1900 – 19 de octubre de 1964) fue un político estadounidense de Nueva Jersey. Tenía por sobrenombre «la conciencia social del Partido Republicano», fue Secretario del Trabajo de los Estados Unidos desde 1953 hasta 1961 durante la Presidencia de Eisenhower. Mitchell fue considerado como un candidato potencial para correr en las elecciones presidenciales de 1960 junto al entonces Vicepresidente Richard M. Nixon, pero al final no fue elegido, ese mismo año fue candidato para Gobernador de Nueva Jersey pero no logró el cargo. Después de ello se retiró de la política. 